# Иштлильшочитль I
Иштлильшочитль I (кл. науатль Ixtlilxóchitl — «Черноглазый цветок» или «Лицо чёрного цветка») Оме-Точтли («Второй Кролик») или Уэуэ («Старший») (около 1380—1418) — тлатоани государства племени акольуа с центром в городе Тескоко в 1409—1418 годах. Сын тлатоани акольуа Течотлалацина, отец знаменитого тескокского тлатоани-поэта Несауалькойотля. Погиб во время неудачной войны с тлатоани Аскапоцалько Тесосомоком, в результате которой Тескоко временно лишилось независимости.

## Происхождение
Согласно данным «кодекса Шолотля» и «Сообщениям» Фернандо де Альвы Иштлильшочитля, Иштлильшочитль I был сыном тлатоани Тескоко Течотлалацина и принцессы Тоскенцин, дочери тлатоани Коатлинчана Акольмистли, и Ненецин.

## Политическая биография
События политической биографии Иштлильшочитля I известны, в основном, благодаря «кодексу Шолотля» и «Сообщениям» Фернандо де Альвы Иштлильшочитля, давнего потомка тлатоани Тескоко. Иштлильшочитль унаследовал власть над акольуа от своего отца Течотлалацина в 1409 году. Вместе с должностью тлатоани Иштлильшочитль унаследовал от отца вражду с воинственным правителем государства тепанеков с центром в Аскапоцалько Тесосомоком, данником которого формально оставалось Тескоко. Ещё будучи принцем в период правления своего отца, Иштлильшочитль отказался сделать своей «законной» (главной) женой присланную ему дочь Тесосомока принцессу Текпатльшочитль, а взял в «законные» жёны Матлальшочитль (Матлальсиуацин), законную дочь тлатоани Теночтитлана Уитцилиуитля. Свадьба была отпразднована с большим торжеством. Этим поступком Иштлильшочитль, по всей вероятности, рассчитывал расстроить союз Теночтитлана и Аскапоцалько и привлечь тлатоани Уитцилиуитля на свою сторону. Уже в момент вступления в должность правителя Тескоко Иштлильшочитль столкнулся с тем, что не все подданные его отца, подстрекаемые Тесосомоком, поспешили принести ему присягу в качестве нового тлатоани акольуа. По этой причине Иштлильшочитль I не смог принять традиционный для тлатоани Тескоко титул «Чичимека текутли» (Великого Чичимека), указывавший на их верховенство над другими чичимекскими правителями.
Тем не менее, придя к власти, Иштлильшочитль I предпочёл поддерживать мирные отношения с Тесосомоком, поскольку само государство акольуа находилось в ослабленном состоянии из-за непрерывных распрей между подконтрольными Тескоко районами. Считая Тескоко подчинённым себе, Тесосомок начал посылать в Тескоко хлопок, чтобы его жители производили из него плащи и отправляли в Аскапоцалько в качестве формальной дани. Через несколько лет Иштлильшочитль пресёк эту практику и уже формально отказался подчиняться Тесосомоку. Как пишет Фернандо де Альва Иштлильшочитль, Иштлильшочитль I созвал подчинённых ему правителей и, сообщив об очередном поступлении хлопка от Тесосомока, заявил: «Он должно быть думает, что мы женщины, или что наши подданные из страха изготавливают плащи... Возьмите хлопок и сделайте из него доспехи и то, что захотите, и так как те не хотят принести мне присягу, вы присягните мне как вашему царю и всеобщему владыке, и затем мы подчиним их силой оружия».
Согласно данным де Альвы Иштлильшочитля, узнав о действиях Иштлильшочитля I, в 1415 или 1416 году Тесосомок объявил незаконным его нахождение во главе государства акольуа, собрал коалиционную армию из войск формально подчинённых Аскапоцалько альтепетлей Теночтитлан, Тлателолько, Тлакопан, Шочимилько, Куитлауак, Истапалапан, Мешикацинко, Уицилопошко и Койоуакан и выступил на Тескоко. Иштлильшочитль также создал коалицию из своих союзников и вассалов. Война между армиями Тесосомока и Иштлильшочитля продолжалась три или четыре года. Поначалу военная удача была на стороне Иштлильшочитля, который, подчинил себе около десяти городов и подступил к столице Тесосомока Аскапоцалько. Желая выиграть время, Тесосомок начал мирные переговоры и согласия признать Иштлильшочитля I законным правителем Тескоко. Действуя хитростью, Тесосомок, по-видимому, сумел переманить на свою сторону союзников Иштлильшочитля, что позволило тепанекам  взять военную ситуацию под свой контроль. Возобновив военные действия, Тесосомок осадил Тескоко. Застигнутый врасплох Иштлилыдочитль 50 дней безуспешно оборонял свою столицу, после чего вынужден был бежать из Тескоко, по некоторым данным, в результате измены тескоканцев. После определённого периода скитаний Иштлильшочитль, желая сохранить свою династию во главе Тескоко, отрекся от власти в пользу своего шестнадцатилетнего сына Несауалькойотля.
Гибель Иштлильшочитля описывается в источниках двояко: по одной версии, Иштлильшочитля убили воины Чалько и Отомпана при передаче власти, а согласно другой — Иштлильшочитль погиб во время бегства. Укрывшийся по приказу отца на дереве Несауалькойотль, был очевидцем боя и гибели своего отца. После убийства Иштлильшочитля тепанеки между 1418 и 1419 годами захватили Тескоко, а Несауалькойотль укрылся в альтепетлях Тлашкала и Уэшоцинко, располагавшихся к востоку от Тескоко. 
Иштлильшочитль I в период своего правления стремился окончательно избавиться от варварских обычаев кочевых акольуа, стараясь во всём подражать культуре цивилизации тольтеков. После смерти тело Иштлильшочитля, первым из тлатоани Тескоко, было сожжено согласно обрядам и церемониям тольтеков.

## Семья
Согласно данным «кодекса Шолотля», от брака с принцессой Матлальшочитль (Матлальсиуацин), дочерью тлатоани Теночтитлана Уитцилиуитля, у Иштлильшочитля I родились дочь Тоскенцин (р. ок. 1400) и сын Несауалькойотль Акольмистли (1402—1472). Кроме того, у Иштлильшочитля в качестве второй жены или наложницы была принцесса Текпатльшочитль, дочь тлатоани Аскапоцалько Тесосомока, которая родила ему ещё пятерых сыновей. Альва Иштлильшочитль в своём «Девятом сообщении» рассказывает о кончине двух сыновей Иштлильшочитля I — Искацина Акатлоцина Текуильтекацинтли и Сиуакекеноцина, служивших при отце военачальниками. В 1418 году по приказу Тесосомока с Искацина Акатлоцина живьём сожрали кожу и растянули на ближайшей скале. В том же году Сиуакекеноцин, посланный отцом за помощью в Отомпан, по данным Альвы Иштлильшочитля и Хуана де Торкемады, был там забит камнями и разорван на куски сторонниками Тесосомока. В «Одиннадцатом сообщении» Альва Иштлильшочитль упоминает ещё троих сыновей Иштлильшочитля I — Тильмацина, приходившегося племянником тлатоани Аскапоцалько Маштле (поскольку он был сыном его сестры) и назначенного Маштлой управлять от его имени Тескоко, а также Куаутлеуаницина и Ишуэскатокацина, выступивших на стороне Несауалькойотля во время восстания против Маштлы. Там же упоминается муж принцессы Тоскенцин по имени Ноноуалькатль и их четверо детей, а также двое сыновей убитого Сиуакекеноцина — Текокашцин и Акольмистли, приходившиеся Иштлильшочитлю I внуками.